# Differentialbroms

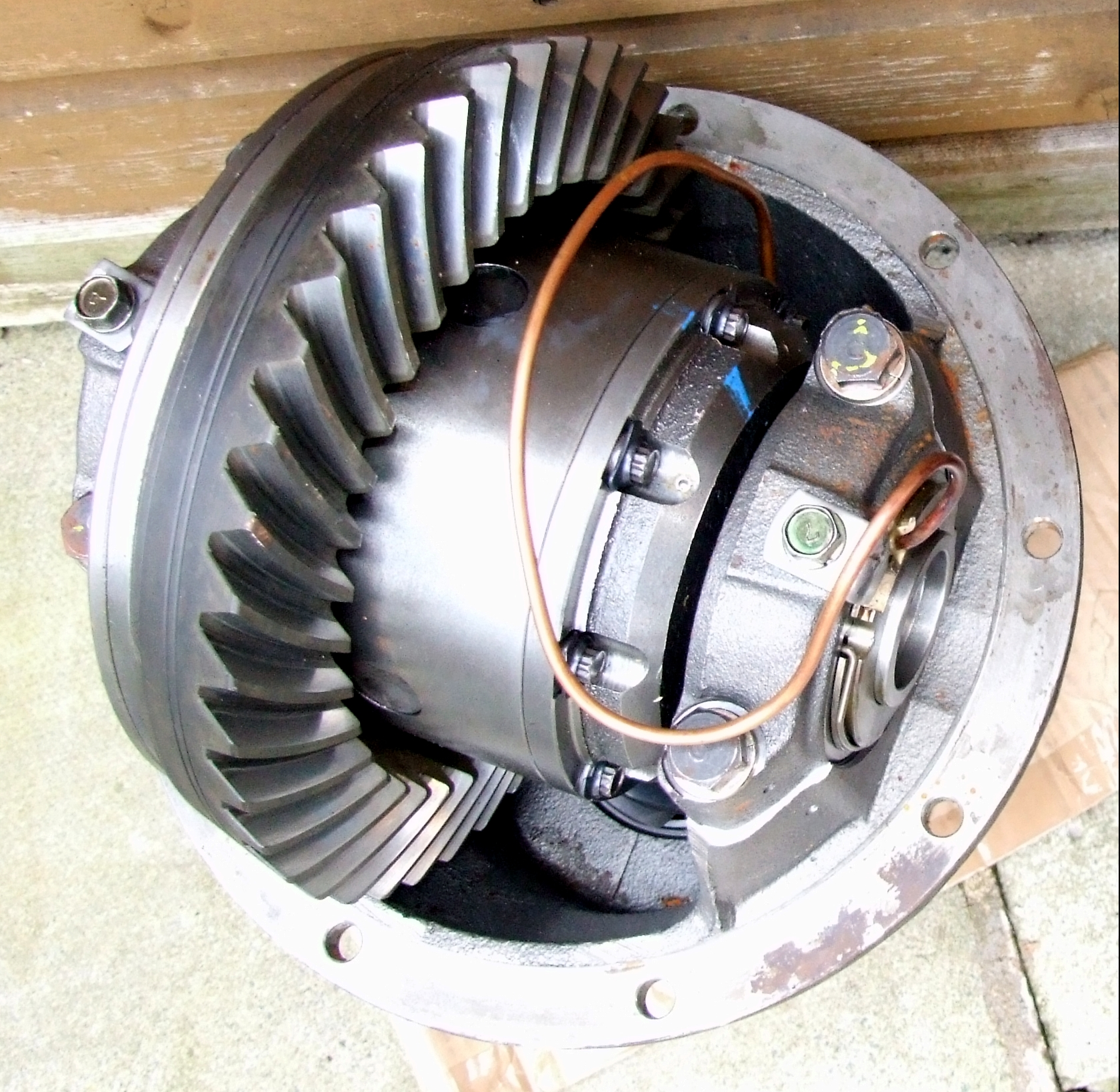
En låsbar (spärrbar) differential som manövreras med tryckluft.

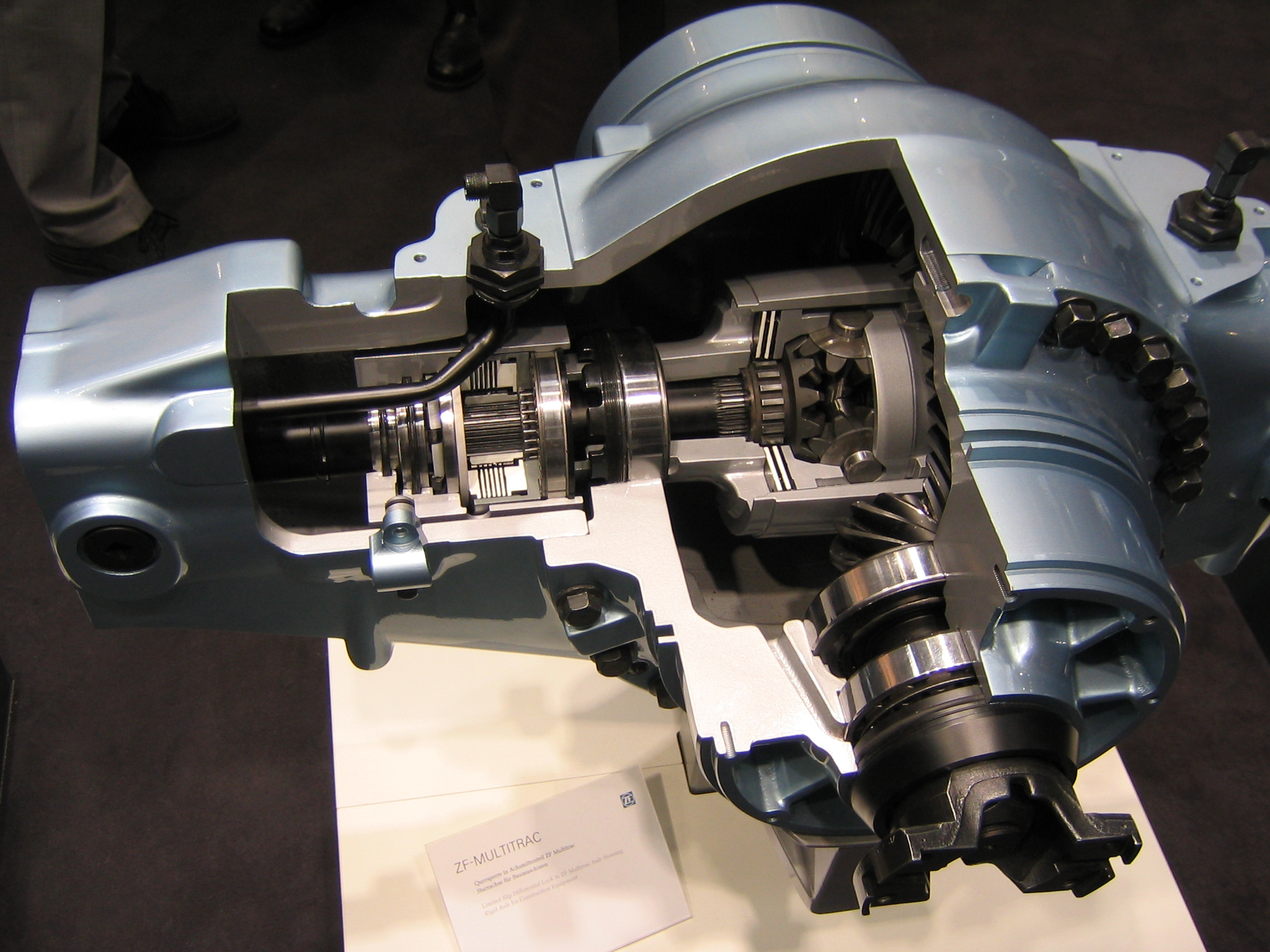
ZF Differentialspärr

En differentialbroms (Engelska: limited-slip differential) eller differentialspärr (Engelska: locking differential) är en anordning som helt eller delvis tar bort den normala funktionen hos en differentialväxel i ett fordon. Nyttan med en differentialbroms eller differentialspärr är att kunna föra över kraft till det eller de hjul som har bäst grepp.
Differentialer där man kan ha nytta av en differentialbroms eller differentialspärr förekommer både på drivande axlar och i en eventuell fördelningslåda (mittdiff) på fordon som driver på fler än två hjul.

## Funktion
När ett fordon svänger kommer det hjul som går i "ytterkurva" att färdas en längre sträcka än det hjul som går i "innerkurva", detta gör att hjulen kommer att hålla olika hastighet. För att klara detta måste fordonet ha en liten växellåda, en differentialväxel, som fördelar kraften mellan de två (alternativt flera) drivande hjulen.
Problem kan uppstå om fordonet kör fast; det hjul som har tappat greppet kommer att stå och slira medan det andra hjulet inte utför något arbete. En differentialbroms eller en differentialspärr ser till att kraft förs över även till övriga hjul.
Skillnaden mellan differentialbroms och differentialspärr är att en differentialbroms tillåter slirning och kan i vissa fall regleras medan en differentialspärr endast tillåter full inkoppling.
Regleringen av differentialbromsen kan antingen vara helt automatisk eller reglerad av föraren. Den helt automatiska differentialbromsen kan vara av mekanisk eller elektrohydraulisk typ. Den mekaniska består i en del fall av en koppling i silikonolja som stelnar när rotationsdifferensen blir stor, men även andra varianter finns. Den elektrohydrauliska typen styrs normalt av en elektronisk styrenhet där föraren i vissa fall har möjlighet att manuellt ingripa. Se t.ex. Subarus DCCD där mittdifferentialen kan styras antingen automatiskt eller av föraren.
På fordon med differentialspärr är inkopplingen manuell. Undantag kan dock finnas. Risken för skador på transmissionen är högre för en differentialspärr än för en differentialbroms vid felaktigt handhavande.

## Alternativ
Det finns några alternativ till differentialbroms och differentialspärr:
- Så kallad Torsendifferential vilken bland annat återfinns i Audi Quattro.
- Elektronisk styrning av bromsarna hos fordonet för att uppnå samma effekt som en differentialbroms ger, vilket är en bonusmöjlighet för bilar med antisladdsystem.